# Lift the Lid and Listen
| Recensione | Giudizio |
| ---------- | -------- |
| AllMusic   | [ 1 ]    |

Lift the Lid and Listen è un album discografico di Dave Swarbrick, pubblicato dall'etichetta discografica Sonet Records nel 1978.

## Tracce
Lato A
Tutti i brani sono tradizionali (con arrangiamenti di Dave Swarbrick), eccetto dove indicato
1. Queen's Jig / Dick's Maggot – 3:13
2. Fanny Power – 2:29 (Turlough O'Carolan; arrangiamento di Dave Swarbrick)
3. Three Sea Captains / Kate Dalrymple – 2:01
4. Miss Monaghan / Hare's Foot / Sally Gardens – 2:53
5. The Lark in the Clear Air – 3:45
6. Banbury Bill / Maid of the Mill / Highland Mary – 4:38

Lato B
Tutti i brani sono tradizionali (con arrangiamenti di Dave Swarbrick), eccetto dove indicato
1. Flitter Dance / Peter O'Tavy / Mana's Delight / Hunt the Wren – 6:41
2. Lift the Lid and Listen – 2:22 (Dave Swarbrick)
3. Princess Royal (7 Springs) – 2:05
4. The French Ambassador / Nonsuch – 2:26
5. Our Ship She Sails – 3:30
6. Dargason (or Sedany) – 1:09

## Musicisti
- Dave Swarbrick - fiddle, mandolino
- Simon Nicol - chitarra, basso
- Dave Pegg - basso
- Roger Marriott - melodeon, flauto, whistle
- Beryl Marriott - pianoforte
- Alan Robertson - accordion
- Bruce Rowland - batteria
- Savourna Stevenson - clarsach (brani: Fanny Power e Lift the Lid and Listen)

Note aggiuntive
- Simon Nicol - produttore
- Registrazioni effettuate al Livingston Studios di Londra, Inghilterra
- Nic Kinsey - ingegnere delle registrazioni